# Acleistochelys
Acleistochelys ('uitgeholde schildpad') is een geslacht van uitgestorven grote pleurodire schildpadden, bekend uit afzettingen uit het Paleoceen in de Teberemtformatie van Mali. 

## Naamgeving
De typesoort Acleistochelys maliensis is in 2007 benoemd door Eugene S. Gaffney, Eric Roberts, Famory Sissoko, Mohamed L. Bouaré, Leif Tapanila en Maureen A. O'Leary. De geslachtsnaam is een combinatie van het Grieks ἄκλειστος, 'niet gesloten', en chelys, 'schildpad'. De naam is wat raadselachtig. De beschrijvers vertaalden het met 'uitgehold', als een verwijzing naar de gepaarde putjes op het maalvlak van het verhemelte. Daarbij stelden ze echter dat de naam afgeleid was van ἄκλυστος, 'drooggelegen'. Hoewel dat ook naar verheven vlakken zou kunnen verwijzen, zou het een 'Aklystochelys' opgeleverd hebben. De soortaanduiding verwijst naar het land waar hij werd gevonden. 
Het holotype CNRST SUNY 199 is aangetroffen op de Mali-17-vindplaats tussen Saguirilidad en In Fargas. Het bestaat uit een bijna complete schedel. Pantserfragmenten, bekkenfragmenten en een halswervel waren ook aanwezig maar werden in de tekst van het artikel expliciet buiten het holotype gehouden. Deze elementen werden echter wel met foto's geïllustreerd en de bijschriften vermeldden het inventarisnummer van het holotype.

## Beschrijving
De schedel heeft een bewaarde lengte van 183 millimeter.
Verschillende onderscheidende kenmerken werden vastgesteld. Het maalvlak van het verhemelte toont een kleine put op het raakpunt van het jukbeen, bovenkaaksbeen en verhemeltebeen. Het jukbeen draagt bij aan het maalvlek van het verhemelte. Op het voorste maalvlak bevindt zich een extra richel. De verhemeltebeenderen hebben achteraan een breed raakvlak met de basisfenoïden, de pterygoïden op hun middenlijn scheidend. Het supraoccipitale raakt de quadrata. Het basiocciptale heeft een smalle bijdrage aan de achterhoofdsknobbel. Het verhemeltebeen raakt het jukbeen in een klein septum orbitotemporale.
Acleistochelys heeft een smalle schedel in vergelijking met Azabbaremys. Het mist het brede verhemelte en het maalvlak dat te zien is bij durofage schildpadden en was mogelijk piscivoor, een viseter. De gevonden fragmenten van zijn pantser vertonen een onregelmatige oppervlaktestructuur van anastomosale, vervloeiende, groeven die verhoogde bulten vormen.

## Paleo-omgeving
Acleistochelys is bekend van ondiepe mariene afzettingen in het midden tot het bovenste gedeelte van de Teberemtformatie, daterend uit het post-Danische gedeelte van het Paleoceen. De zeespiegel steeg en daalde in de loop van het Laat-Krijt en het Vroeg-Paleogeen, en een groot deel van Noordwest-Afrika werd ondergedompeld in een ondiep water, de Trans-Saharan Seaway genaamd, niet meer dan vijftig meter diep. Acleistochelys leefde naast krokodillen en longvissen (Lavocatodus giganteus). Ongewervelde dieren in zijn ecosysteem waren oesters (Ostrea multicostata), nautiloïden (Deltoidonautilus sp.), gastropoden (Gistortia sp.), zee-egels (Linthia sudanensis, Oriolampas michelini) en tweekleppigen (Lucinidae indeterminatae).
Er waren meer dan een dozijn soorten Noord-Afrikaanse pleurodire schildpadden uit het Paleogeen ontdekt tegen de tijd dat Acleistochelys voor het eerst werd beschreven, en de aanwezigheid van meerdere grote bothremydiden (Acleistochelys en Azabbaremys) in de kustsedimenten van Mali lijkt erop te wijzen dat het noordwesten van Afrika een kerngebied was van de bothremydide diversificatie in het hele Paleogeen.

## Fylogenie
Acleistochelys is het nauwst verwant aan een andere Malinese pleurodire schildpad Azabbaremys uit het Paleoceen, het zustertaxon binnen de Taphrosphyina. Een synapomorfie van beide is een slank ploegschaarbeen dat achteraan niet aan het verhemelte verbonden is.